# Hannu Niemelä
Hannu Niemelä, född 17 april 1954 i Lochteå, är en finländsk sångare (baryton).
Niemelä studerade vid Sibelius-Akademin där han avlade kantor-organistexamen och erhöll diplom i sång 1983. År 1984 antogs han vid operastudion i Zürich, vilket ledde till en karriär i Tyskland, där han har varit engagerad vid operorna i Karlsruhe 1985–1989, Mainz 1989–1095 och sedan 1995 i Dortmund. Han har framfört åtskilliga barytonroller, från Papageno i Trollflöjten till Jago i Otello.
I Finland har Niemelä uppträtt vid Nyslotts operafestival 1980–1985 och sedan 1993, bland annat i Don Carlos och som prästen i Punainen viiva, och vid Nationaloperan sedan 1993 bland annat i titelrollerna i Don Giovanni, Eugen Onegin, Wozzeck och Kullervo samt som Scarpia i Tosca. År 1999 utsågs han i Nyslott till Årets artist.